# XGworks
XGworks（エックスジーワークス）とはヤマハのMIDIシーケンスソフトである。同じくヤマハ社の提唱するXGフォーマットのシンセサイザーのパラメータを編集する機能を備えており、親和性が高い。
初心者向けの派生ソフトである「らくらく作曲名人」「めちゃらく作曲名人」、XGworksをもとにデジタルオーディオワークステーションとして登場した「SOL（ソール）」についてもここで記す。
「SOL」と「XGworks」シリーズの生産は2008年3月に完了、サポートも2009年3月をもって終了させると発表された。

## XGworks V1.0～V4.0
プラットフォームはWindows（95以降）。以下は主に最終版であるV4.0について述べる。
XGworksでは数小節分のパート譜をブロックとし、このブロックを大域的なトラックビューウインドウ（いわば総譜）上で作成、移動、複製を行い、楽曲を構成して行く。リンクブロックの作成を指定すると、既存の任意のブロックのリンクを作成することができる。参照元（オリジナル）のブロックが編集されると、作成されたリンクブロック全ての内容が同期する。ドラムパートなどで繰り返しが非常に多い場合や、ユニゾン、ディレイなど、活用の幅は広い。また、ブロックの複製やリンクとは別に、トラックビューウインドウに各種反復記号を配置することで、全てのトラックの演奏位置を制御する事が可能である。これにより、より生の譜面に近い、直感的なデータ記述が可能となっている。
各ブロックは音符入力・ピアノロール入力・数値入力・ドラム譜で編集可能であり、コントロールチェンジ編集セクションは同時に3パラメータを変更可能。さらに、多彩なジャンルを網羅した自動伴奏機能を搭載している。その他の主な機能としてメロディにあわせた伴奏を自動的に付けられる「オートアレンジャー」、波形編集ソフトウェア「Wave Editor TWE」、MUシリーズなどのXG音源を視覚的に操作できる「XGEditor」、マイクに向かって歌うだけでMIDIデータに変換される「ボイストゥスコア」、ギターの和音入力などを搭載。ほとんどのソフトはMIDIエディットをピアノロールで行うが、XGworksは、譜面画面で編集できる貴重なソフトである。
「HELLO!MUSIC!」シリーズのメインアプリケーションとしてバンドルされる他、機能削減版の「XGworks Lite」が音源モジュール単体にバンドルされる。
V4.0にてWindows NT/2000に対応。「XGEditor」の対応音源にMU2000／MU1000が加わった。

## らくらく作曲名人（らくらく作曲名人2） / めちゃらく作曲名人
プラットフォームはWindows（95以降）。いずれも初心者向けの派生ソフトであるが、「らくらく～」では音色選択やエフェクト選択が簡単操作でできること以外は「XGworks」の主な機能（MIDI関連）が継承されているのに対し、「めちゃらく～」ではさらに曲の作成方法が簡略化されている。また、「らくらく～」ではカラオケに関連した機能も搭載している。
作成したファイルはXGworksで再生可能。「らくらく作曲名人2」はNT/2000対応版。

## XGworks V3.0 for Macintosh
プラットフォームはMac OS（8以降）。Windows版V3.0がもとになっているが、添付の「XGEditor」の対応音源はV4.0に準拠している。

## SOL / SOL2
プラットフォームはWindows（98以降、または2000/XP）。「XGworks」をもとに開発されたデジタルオーディオワークステーション（DAW）。MIDIシーケンス関連の機能は「XGworks」を継承しているが、128chのオーディオミキサーなどオーディオ機能が非常に充実した他、複数のファイルを開くことが可能となった。「HELLO!MUSIC!AUDIO」シリーズのメインアプリケーション。
後継の「SOL2」にてVSTプラグインに対応、従来から添付されていたソフトウェア音源・S-YXG50のVST版の他に3種類のVSTプラグインソフトが添付される。他にデジタルオーディオ関連機器にバンドルされる機能削減版の「SQ01（→SQ01 V2）」がある。
インターフェイス上の最も大きな変更として、各ブロック編集ウインドウが従来のMultiple Document Interface（MDI）表示から独立表示となり、ウインドウ1枚ごとにタスクバーにボタンが配置される様になった点がある。このため、複数のブロックを平行して編集する際に、タスクバーの大混雑やウインドウ位置の調整の煩雑さなどの問題が発生することとなった。だが、操作性の面に関しては、マウスで操作する限りは、あまり大きな変更点は無い。
SOL2の機能はCubase4以降に引き継がれている。

## XGworks ST
プラットフォームはWindows（98以降、または2000/XP）。STとは「SOL Technology」の略。「XGworks」と名乗ってはいるが、V4.0の後継ではなく「SOL2」の機能削減版というべきソフトである。
「SOL2」からオーディオチャンネルの削減（128ch → 8ch）やタイムスライス／タイムストレッチ機能が削られている他、添付されるVSTプラグインソフトはS-YXG50（VST版）のみとなっている。